# Jacob Stumpff
Jacob Willem Theodoor Stumpff (Amsterdam, 14 augustus 1798 – Amsterdam, 2 november 1866) was een Nederlands fagotvirtuoos.
Hij was zoon van de van oorsprong Duitse musicus Christian Stumpff en Anna Clara Jung. Zij lieten hem op 19 augustus 1798 dopen binnen de Hersteld Evangelische Lutherse Gemeente. Broer Johann Eduard Stumpff was eveneens fagottist, maar ook exploitant van Theater Frascati. Hijzelf trouwde in 1820 met Helena Petronella van den Hoff. Zoon Willem Stumpff werd veel bekender dan de vader en oom.
Van zijn opleiding is niets bekend, vermoedelijk zijn vader. De familie trok naar Amsterdam en Jacob Stumpff gaf aldaar les aan houtblazers aan een verre voorloper van Conservatorium van Amsterdam, die muziekschool werd in 1842 opgeheven. Voorts gaf hij les op dwarsfluit aan Koninklijk Blindeninstituut. Jacob Stumpff werd voornamelijk bekend doordat hij samen met Frantz Georg Friedrich Hansen en Johannes van Bree in 1841 het pensioenfonds voor musici Maatschappij Caecilia oprichtte. Hij was er tot aan zijn dood president van en werd opgevolgd door genoemde zoon. Zijn afscheid van de podia was omstreeks 1846 toen muziektijdschrift Caecilia dat aankondigde met "fagotveteraan neemt afscheid". Hij stond ook bekend als organisator van symfonische en harmonieconcerten in Frascati.
Muzikaal Nederland 1850-1910 uit 1913 meldde dat Jacob ooit werd geportretteerd door Johan Conrad Greive, op het kunstwerk zou de overlijdensdatum 3 november 1867 zijn vermeld.